# RUBBER SOUL presents BEATLEQUEST
『BEATLEQUEST』（ビートルクエスト）は、FM大阪で放送されていたビートルズ専門番組。ビートルズをビギナー向けに、様々なエピソードを加えながら紹介していく。
ビートルマニア「マッコートニー」による、ビートルズに影響を受けた、あるいは関連性が高いとされるバンド、アーティストと楽曲を紹介する「マッコートニーの1曲」というミニコーナーもある。

## 放送時間
毎週月曜日　20：00 - 20：55 2011年4月より拡大化

## 沿革
- 2010年10月4日（第1回放送）
  - アルバムピックアップ：『プリーズ・プリーズ・ミー』
  - マッコートニーの1曲：キャロル「ルイジアンナ」
- 2010年10月11日（第2回放送）
  - アルバムピックアップ：『ウィズ・ザ・ビートルズ』
  - マッコートニーの1曲　PUFFY「これが私の生きる道」
- 2010年10月18日（第3回放送）
  - アルバムピックアップ：『ハード・デイズ・ナイト』
  - マッコートニーの1曲：斉藤和義「僕の見たビートルズはTVの中」
- 2010年10月25日（第4回放送）
  - アルバムピックアップ：『ビートルズ・フォー・セール』
  - マッコートニーの1曲：竹内まりや「マージービートで唄わせて」
- 2010年11月1日（第5回放送）
  - アルバムピックアップ：『ヘルプ!』
  - マッコートニーの1曲：サザンオールスターズ「YOU]
- 2010年11月8日（第6回放送）
  - アルバムピックアップ：『ラバー・ソウル』
  - マッコートニーの1曲：Mr.Children「Tomorrow never knows」
- 2010年11月15日（第7回放送）
  - アルバムピックアップ：『リボルバー』
  - マッコートニーの1曲：クイーン「ボヘミアン・ラプソディ」
- 2010年11月22日（第8回放送）
  - アルバムピックアップ：『マジカル・ミステリー・ツアー』
  - マッコートニーの1曲：KAN「まゆみ」
- 2010年11月29日（第9回放送）
  - アルバムピックアップ：『サージェント・ペパーズ・ロンリー・ハーツ・クラブ・バンド』
  - マッコートニーの1曲：デレク・アンド・ザ・ドミノス「（いとしのレイラ）
- 2010年12月6日（第10回放送）
  - アルバムピックアップ：『ザ・ビートルズ』【ホワイトアルバム】前編
  - マッコートニーの1曲：オアシス「ドント・ルック・バック・イン・アンガー」
- 2010年12月13日（第11回放送）
  - アルバムピックアップ：『ザ・ビートルズ』【ホワイトアルバム】後編
  - マッコートニーの1曲：aiko「あした」
- 2010年12月20日（第12回放送）
  - クリスマス特集：“ラバーバンド”によるアルバム『ザ・ビートマス』を紹介。
  - マッコートニーの1曲：チューリップ「青春の影」
- 2010年12月27日（第13回放送）
  - アルバムピックアップ：『アビイ・ロード』
  - マッコートニーの1曲：真心ブラザーズ「拝啓、ジョン・レノン」

2011年4月放送分より55分へ拡大。
- 新コーナー
  - 毎月マンスリーゲストを迎え、ビートルズに影響を受けた部分などをコメントとして紹介。
  - 「Whos SELECT」 - アパレル通販「ラバーソウル」のメンズアイテムを女性アーティストがセレクト。そのコーディネイトをウェブで紹介する内容。
  - ゲスト
    - 2011年4月 吉井和哉
    - 2011年5月 角松敏生
    - 2011年6月 SING LIKE TALKING

## DJ
- 庄司悟
- Cocoro（高見こころ）
- マッコートニー